# Luc Jouret
Luc Jouret, född 17 oktober 1947 i Kikwit, Kongo-Kinshasa, död 5 oktober 1994 i Salvan, Schweiz, var en fransk sektledare.
Jouret föddes i Kitwit i dåvarande Belgiska Kongo. Han flyttade till Bryssel på 1970-talet för att bedriva medicinska studier. Därefter reste han runt i världen och studerade akupunktur och homeopati.
Så småningom anslöt han sig till gruppen Reformerad katolicism, under ledning av den förre Gestapo-officeren Julien Origas. Efter Origas död 1981, blev Jouret gruppens ledare.
Tre år senare hade han hoppat av denna grupp för att bilda sin egen sekt, Soltempelorden med bas i Genève. Jouret skapade också ett nätverk av klubbar som spred hans skrifter och rekryterade nya anhängare.